# Municipio de Mazatecochco de José María Morelos
El Municipio de Mazatecochco de José María Morelos es uno de los 60 municipios del estado de Tlaxcala, en México. Cuenta con una población de  11 592 (2020) habitantes y se ubica en las faldas del volcán de la Malinche. Fue fundado como municipio libre el 20 de enero de 1943 Su cabecera es la localidad de Mazatecochco de José María Morelos. Mazatecochco es parte de la Zona Metropolitana de Puebla-Tlaxcala.

## Toponimia
La palabra Mazatecochco proviene del náhuatl de los vocablos mazatl que significa venado, así como de tecochtli que quiere decir agujero o abrevadero y co que significa lugar, de esta forma se puede traducir Mazatecochco como "en el escondite o en el abrevadero de venados". Fue nombrado también en honor al héroe de la independencia José María Morelos y Pavón.

## Ubicación geográfica
Cuenta con una extensión territorial de 15.467 km², a una altitud media de 2,310 m s. n. m.
Colinda al norte con el municipio de Acuamanala de Miguel Hidalgo; al sur y al oeste con Papalotla de Xicohténcatl;  y al este con San Pablo del Monte.

## Actividades económicas
Es un municipio eminentemente agrícola, aunque también se practica la ganadería y la silvicultura.

## Localidades
El municipio no cuenta con localidades, únicamente la cabecera municipal el pueblo de Mazatecochco.